# Chrysobothris myia
Chrysobothris myia es una especie de escarabajo del género Chrysobothris, familia Buprestidae. Fue descrita científicamente por Gory en 1841.